# Oxypoda rufa
Oxypoda rufa är en skalbaggsart som beskrevs av Ernst Gustav Kraatz 1856. Oxypoda rufa ingår i släktet Oxypoda, och familjen kortvingar. Arten är reproducerande i Sverige.